# Thabir
Thabir és una muntanya a la part nord de la vall de Mina propera a la Meca a l'Aràbia Saudita. Durant les cerimònies del hajj o peregrinació pre-islàmiques hauria jugat un cert paper però després es va perdre. A l'inici del segle VIII una font de la muntanya dugué aigua a la gran mesquita de la Meca per ordre del governador Khàlid ibn Abd-Al·lah al-Qasrí.